# Poreckojei járás
A Poreckojei járás (oroszul Порецкий район, csuvas nyelven Пăрачкав районĕ) Oroszország egyik járása Csuvasföldön. Székhelye Poreckoje.

## Népesség
- 2002-ben 17 311 lakosa volt, melynek 74%-a orosz, 21%-a mordvin.
- 2010-ben 13 994 lakosa volt.